# تپه خری قلاتان
تپه خری قلاتان مربوط به عصر مس و عصر سنگ ـ دوره نوسنگی ـ هزاره اول (پیش از میلاد) و در شهرستان پیرانشهر، بخش مرکزی، دهستان منگور غربی، روستای هنگ آباد واقع شده است. این اثر در تاریخ ۳۰ دی ۱۳۸۵ با شمارهٔ ثبت ۱۶۸۲۳ به عنوان یکی از آثار ملی ایران به ثبت رسیده است.